# Janaszów (województwo śląskie)
Janaszów – kolonia w Polsce położona w województwie śląskim, w powiecie częstochowskim, w gminie Kłomnice.
Pod koniec XIX wieku majątek Janaszów zakupili bracia Jan i Edward Reszkowie, śpiewacy operowi.